# 台前県
台前県（たいぜん-けん）は中華人民共和国河南省濮陽市に位置する県。

## 行政区画
- 鎮:城関鎮、侯廟鎮、孫口鎮、打漁陳鎮、馬楼鎮、呉壩鎮
- 郷:後方郷、清水河郷、夾河郷

## 治安
1990年代から、違法成分を含む喘息治療薬品などの偽造薬品が本県で大量に製造され、最盛期に千社余りの企業がそれに携わっていた。現在でもその生産・販売が行っており、他地域で摘発されることが頻発している。